# ميلان سافيتش
ميلان سافيتش (4 أبريل 1994 في صربيا - ) هو لاعب كرة قدم صربي في مركز الدفاع. شارك مع منتخب صربيا تحت 17 سنة لكرة القدم ومنتخب صربيا تحت 19 سنة لكرة القدم ومنتخب صربيا تحت 21 سنة لكرة القدم. أما مع النوادي، فقد لعب مع نادي أو إف كيه بيوغراد ونادي غينت وHoogstraten VV ‏ وFK Novi Pazar ‏.

## وصلات خارجية
- ميلان سافيتش على موقع الاتحاد الأوربي (الإنجليزية)
- ميلان سافيتش على موقع قاعدة بيانات كرة القدم.إي يو (الإنجليزية)
- ميلان سافيتش على موقع بيانات كرة القدم. دي إي (الألمانية)
- ميلان سافيتش على موقع Soccerbase.com (لاعب) (الإنجليزية)
- ميلان سافيتش على موقع Soccerway.com (الإنجليزية)
- ميلان سافيتش على موقع عالم كرة القدم.نت (الإنجليزية)